# Panelus besucheti
Panelus besucheti là một loài bọ cánh cứng trong họ Bọ hung (Scarabaeidae).